# Club Estudiantes Concordia
El Club Estudiantes Concordia es un equipo profesional de baloncesto con sede en la ciudad argentina de Concordia.
Fue fundado el 9 de mayo de 1944, inicialmente como club de fútbol, y desde el 2011 compite en la Liga Nacional de Básquet, la primera categoría en importancia del baloncesto argentino.
Disputa sus encuentros como local en el pabellón Club Estudiantes, más conocido como El Gigante Verde, con capacidad para 1610 espectadores.
También disputa los campeonatos de la Liga Concordiense de Fútbol.

## Historia del club
El club fue fundado por los estudiantes de la ciudad de Concordia, quienes tenían la idea de unir a todo el alumnado en una sociedad con fines deportivos. Así, el 9 de mayo de 1944, se fundó el club, cuya actividad principal fue el fútbol. Los colores y el nombre se eligieron en la misma reunión donde se fundó el club. El blanco se eligió porque significa pureza y el verde, la esperanza. El nombre referencia a la condición de la mayoría de los interesados en la creación de la institución, estudiantes.
Tras varios años, el club ve la necesidad de ampliar sus actividades, así se avanzó en la creación de un equipo de básquet. Se logró arrendar las instalaciones que el Club Vasco poseía sobre las calles La Rioja y Catamarca para fomentar la actividad. Allí se trabajó hasta poseer canchas en condiciones para la práctica del deporte, y en este trabajo estuvieron involucradas personas que más tarde fomentaron el deporte. Entre ellos estaban René Roldán, Julio Cristina, Luis Sobrino, Francisco Blanco, Franco y otros.
En 1951, Estudiantes tuvo un equipo femenino de básquet y lo integraron María Monzalvo, Rosa Cristina, Noemí Monzalvo, Josefina Marthy, Elsa Cristina, Mabel Robles, Hilda Dadino y Yayi Forclaz.
En el año 1946 y por motivos contractuales, el Club se vio obligado a desocupar el primer solar ubicado en las calles La Rioja y Catamarca. Más tarde, se logra alquilar el terreno ubicado en San Luis y Santa María de Oro en donde surge "la campaña del metro cuadrado". Con gran contribución se comienzan los trabajos para el crecimiento del club. Después de meses de trabajo todo está listo, llega el día de la inauguración para la temporada 50/51.
En 1962 el club recibe por parte del municipio, una cesión de un terreno ubicado lindero al Parque Mitre y a la Costanera, donde se practicó fútbol hasta la década del '90, cuando el mismo municipio solicitó la devolución del solar.
En 1976, y después de muchos años de alquiler, se procedió a la compra definitiva del terreno de Santa María de Oro y San Luis. Luego de la sede provisional de Buenos Aires 80 llegaría, la propiedad de San Luis 421, sede social desde 1966.
A fines de la década del '90 se crea la Escuela de Karate Club Estudiantes Concordia, afiliada a la Federación Única de Karate y Kobudo de Entre Ríos (FUKKER) y a la Federación Argentina de Karate (FAK). La misma fue dirigida por el entrenador nacional Daniel Flores.
En 2003 se reincorpora otra actividad, el voleibol, que ya había tenido un paso anterior en la década del sesenta. Surge por iniciativa de un grupo de deportistas que militaban en el Club Concordia Voley, quienes deciden independizarse y encuentran en Estudiantes su nueva casa.

### Liga "B" 1986
| Equipo campeón Liga "B" 1986 | Equipo campeón Liga "B" 1986 | Equipo campeón Liga "B" 1986 |
| Jugador                      | POS                          | Edad                         |
| ---------------------------- | ---------------------------- | ---------------------------- |
| Gustavo Aguirre              | Pívot                        | 32                           |
| Daniel Bes                   | Base                         | 27                           |
| Warren Bostick               | Pívot                        | 29                           |
| James Bradley                | Pívot                        | 31                           |
| Andrés De La Fuente          | Pívot                        | 19                           |
| Esteban De La Fuente         | Alero                        | 18                           |
| Hernán Díaz Vélez            | Base                         | 18                           |
| Hugo Dupont                  | Pívot                        | 17                           |
| Pablo Flus                   | Pívot                        | 17                           |
| Antonio Gornatti             | Base                         | 34                           |
| Eduardo López                | Alero                        | 26                           |
| Jorge Morales                | Alero                        | 27                           |
| Eduardo Pagella              | Alero                        | 35                           |
| Carlos Raffaelli             | Escolta                      | 32                           |
| Fernando Tito                | Base                         | 16                           |
| Cuerpo técnico               |                              |                              |
| Edgardo Vecchio              | DT                           | DT                           |
| Juan Rivas                   | Ayudante técnico             | Ayudante técnico             |
| Eduardo Krunfli              | Médico                       | Médico                       |

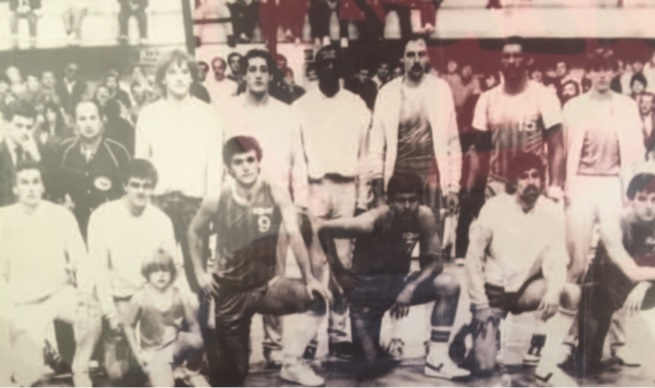
Equipo que logró el ascenso en 1986.

En 1984 Estudiantes logró el ascenso a la segunda división nacional de básquet. Estuvo dos años en esa divisional, siendo el segundo el mejor, ya que se consagró campeón de la Primera Nacional "B" o comúnmente Liga "B".
Para esa segunda participación, el club contrató a Gustavo Aguirre, Eduardo Pagella, Eduardo López, Esteban de la Fuente y el estadounidense James Milton Bradley. Edgardo Vecchio fue el director técnico.
Comenzó a participar en el grupo 2, donde enfrentó a Rivadavia Juniors de Santa Fe, Atlético Elortondo de dicha localidad santafesina, Provincial de Rosario, Alvear de Corrientes y Club Tomás de Rocamora de Concepción del Uruguay. Tras vencer en la primera fase, avanzó a la ronda de ganadores, y de allí a la tercera fase, la de play-offs. En esta fase venció a Tomás de Rocamora y a Cosecha de Chaco.
Al vencer en la tercera fase, accede al hexagonal final por el ascenso, donde se vio las caras con Ciclista Olímpico de La Banda, Peñarol, 9 de Julio de Río Tercero, Gimnasia La Plata y Sportivo San Salvador.
Estudiantes venció en ese hexagonal, y con una estadística de seis triunfos y cuatro derrotas finalizó primero y campeón, ya que superaba por tantos a los otros dos equipos con la misma cantidad de puntos, Gimnasia La Plata y Ciclista Olímpico.
Finalizó su participación con treinta y cuatro partidos jugados, de los cuales triunfó en veintisiete.

### Liga Nacional
La primera participación del club en la Liga Nacional de Básquet fue en 1987. Para esa temporada el club trasladó su localía al Club Atlético Ferrocarril, ya que no podía utilizar su estadio por la poca capacidad del mismo. Ese año, por problemas dirigenciales motivo del traspaso de Esteban De la Fuente, River Plate le inició un juicio al club que casi termina con el remate de las instalaciones de Estudiantes.

Fuimos detrás de un sueño y lo logramos. Pero, la verdad, éramos amateurs, no estábamos preparados y el club se terminó fundiendo, abandonando el torneo a mitad de temporada. Pero aprendimos, hoy la premisa es ser ordenados y no hacer locuras.
Mario Siebzehner.

En el primer torneo accedió a los play-offs, con lo cual se mantuvo en la divisional. Cayó derrotado ante Gimnasia La Plata 2 a 1 en la serie y con esto finalizó décimo.
En su segunda temporada volvió a disputar los play-offs, cayendo ante San Andrés de Malaver 2 a 1.
En 1989 disputa su tercera temporada y tras varios inconvenientes económicos, decide abandonar la competencia al finalizar la primera fase, con ello finaliza último y desciende.

### Vuelta al plano nacional
Estudiantes disputó por varios años el torneo provincial de básquet, un certamen que clasificaba equipos para la Primera "B" o Liga "B". Disputó frente a otros doce equipos la primera fase, un solo grupo, todos contra todos. Finalizó primero, con 20 victorias y cuatro derrotas, y accediendo así a cuartos de final de manera directa.
En la fase de play-offs se enfrentó a Villaguay BB, a BH de Gualeguay y La Unión de Colón en la final. En el tercer partido venció 82 a 79 como visitante y consiguió el ascenso.

### Ascenso al TNA
Desde el 2007 el club disputaba la Liga B, alternando entre campañas, hasta que en 2011 la Asociación de Clubes de Básquetbol aprobó el ingreso de seis clubes para el Torneo Nacional de Ascenso, entre ellos estaba Estudiantes.
El 21 de septiembre debuta en el Torneo Nacional de Ascenso 2011/12. Participó en la Zona Norte, donde finalizó cuarto, con diez victorias y cuatro derrotas, clasificando así al TNA 1 Norte.
En el TNA 1 Norte finalizó segundo, con cinco victorias y tres derrotas, esta posición le valió el tener ventaja de localía en la próxima etapa. Sin embargo, esta ventaja no sirvió de mucho, ya que cayó ante Unión de Sunchales en cinco encuentros.

### Nuevo ascenso
En la temporada 2012/13 el club logra ascender a la Liga nacional. En la primera fase finaliza primero de su grupo, con cuatro partidos ganados y dos partidos perdidos, lo cual lo lleva a arrancar la segunda fase con una ventaja de cinco puntos. En esta segunda fase, finaliza segundo, con trece victorias y cinco derrotas, avanzando con ventaja de localía por sobre su rival en octavos de final, Echagüe de Paraná.
Tras vencer en tres partidos al elenco paranaense, se enfrentó a Ciclista Juninense, mejor ubicado de la zona sur, a quien derrota en cuatro encuentros. En semifinales se enfrenta al histórico Quilmes de Mar del Plata, y en la final a San Martín de Corrientes. La final fue peleada, llegando al quinto juego, donde Estudiantes venció como local y logró el ascenso a la LNB.

### Vuelta a la máxima categoría
La primera temporada de Estudiantes en su vuelta a la máxima división fue la temporada 2013-14, en la cual el entrenador del equipo fue Hernán Laginestra, y estuvo conformado por Nicolás Ferreyra, Juan Manuel Rivero, Facundo Giorgi, Lee Roberts, Ronald Anderson, Pablo Moya, Santiago Arese y Eduardo Gamboa. En la primera fase el equipo ganó 6 partidos de 14 y quedó fuera del Súper 8 de esa temporada. En la segunda temporada, y sin presión ya que en esa temporada los descensos estaban suprimidos, Estudiantes terminó décimo tercero de dieciséis equipos, quedando fuera de los play-offs.
En la Liga 2014-15, nuevamente sin descensos y con Laginestra en el banco, el plantel de Estudiantes estuvo conformado por Nicolás Ferreyra, Reynaldo García, Eduardo Gamboa, Facundo Giorgi, Travon Bryant, Matías Stival, Alejandro Zilli, Ariel Zago, Juan Pablo Folmer, Rodrigo Perren, Lautaro Toranzo, José Siebzehner. Logró acceder al Súper 8 al superar por diferencia de puntos a Ciclista Olímpico. El primer partido que jugó fue ante Quimsa en Santiago del Estero, donde ganó el elenco local 69 a 53 y Estudiantes quedó eliminado. En la segunda fase el equipo terminó quinto producto de 15 victorias en 34 partidos, 23 de 52 en la fase regular y fue emparejado con Atenas. La serie arrancó en Córdoba donde el equipo "griego" ganó los dos primeros partidos (84 a 79 tras empatar en 73 y 88 a 76) y luego en Concordia Estudiantes ganó el tercer juego 83 a 68 y el cuarto partido lo ganó Atenas (82 a 71) y ganó la serie.
Para la temporada 2015-2016 el club continuó con Hernán Laginestra y contrató a Javier Justiz Ferrer, Matías Nocedal, Ariel Eslava, Santiago Cuelho, Mariano García, Jonatan Slider, Andrés Landoni entre otros y a mitad de temporada contrató a Federico Marín y a Dar Tucker. El equipo cerró la primera fase con 9 victorias en 18 partidos, mientras que en la segunda fase logró 18 victorias en 38 partidos y quedó afuera de los play-offs.
En la temporada 2016-2017, con Laginestra en el banco, el equipo continuó con Sebastián Orresta, Jonatan Slider, Javier Justiz Ferrer, Dar Tucker, Federico Marín y Fernando Malara, a los cuales se sumaron Facundo Giorgi y Leandro Vildoza entre otros. Estudiantes terminó la primera ronda de La Liga en la segunda colocación en la conferencia norte, y accedió al Torneo Súper 4, donde se enfrentó con San Lorenzo de Buenos Aires y perdió 83 a 78. En la segunda ronda de la fase regular Estudiantes continuó con su buen andar y logró 26 victorias en 38 partidos y terminó nuevamente segundo en la conferencia, clasificando así a los play-offs en la semifinal de conferencia. Entre los destacados, Dar Tucker fue elegido el mejor escolta y el MVP de la temporada, y Javier Justiz Ferrer fue elegido el mejor pívot. En play-offs se enfrentó a Regatas Corrientes con ventaja de cancha y por ello la serie arrancó en Concordia. El primer partido lo ganó Estudiantes 96 a 74 pero el segundo juego lo ganó la visita (89 a 86 en tiempo suplementario) y la serie viajó 1 a 1 a Corrientes. En Corrientes Regatas ganó 71 a 68 y 76 a 71 y eliminó a Estudiantes. Pese a la eliminación, por una serie de resultados, Estudiantes clasificó a la primera competencia internacional en su historia, la Liga Sudamericana.

### 2017-2018; primeras participaciones internacionales
La temporada 2017-2018 Estudiantes la arrancó con cambio de entrenador, se fue Hernán Laginestra y entró Lucas Victoriano. Solo continuaron Sebastián Orresta y Leandro Vildoza, y se sumaron Mateo Bolívar, Alejandro Zurbriggen, Sebastián Uranga, Emilio Domínguez, David Doblas, Rigoberto Mendoza, Anthony Smith y Zvonko Buljan.
El equipo arrancó la temporada jugando el Súper 20, donde logró 3 victorias en 8 partidos. En play-offs se enfrentó a Salta Basket al mejor de tres partidos, ganando el primero como local 73 a 64 pero cayendo en los otros dos, como visitante, 79 a 62 y 67 a 64.

#### Liga Sudamericana de 2017
En la Liga Sudamericana de Clubes 2017 Estudiantes comenzó su participación en el grupo C, disputado en Salvador de Bahía, Brasil. En ese grupo disputó con el local Universo/Vitória, con Guaros de Lara de Venezuela y con Malvín de Uruguay dos cupos para las semifinales. El primer partido fue ante el elenco venezolano ante el cual cayó por dos puntos de diferencia, tras haber empatado a falta de 22 segundos, 75 a 73. El segundo encuentro fue ante el local y con gran actuación de Rigoberto Mendoza (22 puntos y 11 rebotes) y David Doblas (17 puntos y 8 rebotes) el equipo concordiense venció 79 a 73. Para el último partido el equipo enfrentó al elenco uruguayo y con una gran defensa, venció 66 a 56 y accedió a la siguiente ronda.
En la segunda fase, las semifinales, integró el grupo E en Río de Janeiro ante el local Flamengo, Pinheiros de Brasil y Olimpia Kings de Paraguay, los tres ganadores de grupo. El equipo viajó sin Zvonko Buljan por la limitación de la organización. El primer partido fue ante Pinheiros y ganó el partido con un triple de Leandro Vildoza a falta de 2 segundos del cierre del partido. El segundo partido fue ante el elenco paraguayo, que ganó en el primer partido ante el local. Ante Olimpia la máxima figura fue David Doblas, que con 19 puntos fue el goleador del equipo y además logró que dos jugadores del elenco paraguayo fuesen expulsados. El equipo concordiense venció 72 a 66 y clasificó a la final de la copa. El tercer partido fue con derrota ante Flamengo 89 a 75 pero no comprometió su pasaje a la final.
La final fue ante Guaros de Lara, vigente campeón de América, que como había logrado más puntos en las dos fases previas obtuvo la ventaja de la localía. La serie fue al mejor de cinco y comenzó en el Domo Bolivariano de Barquisimeto el 6 de diciembre y fue parejo, al punto tal que tras los primeros tres cuartos ganaba el equipo venezolano por solo un punto (55 a 54) habiendo terminado los dos anteriores en empate (21 a 21 y 17 a 17) pero en el último cuarto Guaros tomó ventaja y terminó ganando 77 a 74, a pesar de que Estudiantes tuvo el empate a falta de 20 segundos con un triple intentado por Rigoberto Mendoza que falló. El segundo partido fue el 7 de diciembre en el mismo escenario, allí el visitante arrancó ganando (19 a 12) pero el local revirtió y se fue ganando al descanso por tres puntos (40 a 37), ventaja que siguió creciendo y así Guaros puso la serie 2 a 0 a su favor. El tercer juego fue en Concordia, en El Gigante Verde el 13 de diciembre y a pesar de que Guaros comenzó ganando (17 a 12 y 39 a 38) Estudiantes revirtió el resultado y terminó ganando el tercer cuarto 17 a 14 (55 a 53) y el último cuarto 19 a 15 para así ganar el partido 74 a 68 y poner la serie 1 a 2. El cuarto juego comenzó con ventaja del equipo venezolano, 18 a 15 en el primer cuarto y 27 a 26 en el segundo, cerrando 45 a 41. En el tercer cuarto Guaros logró una ventaja de 13 puntos, poniéndose 70 a 57 pero Estudiantes revirtió e igualó el juego en 74 pero el visitante cerró mejor y terminó ganando 82 a 79. Así, Estudiantes fue subcampeón en el primer torneo internacional que disputó. A pesar de ser subcampeón, al ser Guaros el campeón vigente de la Liga de las Américas, Estudiantes accede a la siguiente edición del torneo mediante la plaza que la Liga Sudamericana entrega.

#### Liga de las Américas 2018
Al llegar a la final de la Liga Sudamericana de Clubes 2017 el vigente campeón de la Liga de las Américas, Guaros de Lara, el cupo del campeón de la Liga Sudamericana en caso de quedar para el equipo venezolano se transferiría al subcampeón. Como Estudiantes no había accedido a la Liga de las Américas y terminó como subcampeón de la LSC 2017, el equipo concordiense accedió en una misma temporada a los dos torneos internacionales más importantes del continente.
La primera fase la jugó en el Estadio José Jorge Contte de Regatas Corrientes, y además del local también estuvieron Leones de Ponce de Puerto Rico y Hebraica y Macabi de Uruguay. El equipo de Lucas Victoriano ganó ante el equipo puertorriqueño en el primer partido 81 a 66, luego cayó ante el local 80 a 62, y terminó ganándole al conjunto uruguayo 71 a 54, y dependiendo del resultado de Regatas y Leones de Ponce para poder avanzar de fase. Finalmente el conjunto «remero» ganó su partido y así el equipo concordiense pasó a semifinales.
Estudiantes disputó las semifinales de la LdA entre el 9 y el 11 de marzo en el Estadio José Jorge Contte de Regatas Corrientes junto con el equipo local, Baurú de Brasil y Guaros de Lara de Venezuela, equipo con el cual disputó la final de la pasada Liga Sudamericana. El primer encuentro fue ante el equipo venezolano y esta vez fue el equipo concordiense el que ganó (78 a 73). El segundo partido fue ante el local y el equipo concordiense cayó 61 a 91. El tercer partido fue ante el cuadro brasilero, que llegó con el mismo puntaje que Estudiantes y entre ambos se definía el segundo clasificado del grupo al Final Four. El equipo arrancó abajo el partido, perdiendo el primer tiempo 47 a 34 y llegando a tener una desventaja de 15 puntos, pero en el tercer cuarto dio vuelta el resultado (ganaba 65 a 62) y supo manejar la ventaja para terminar ganando el partido 93 a 88, y así clasificó a la última ronda del torneo.

### Actualidad: venta de plaza
Tras unas malas temporadas desde lo económico, sumado a la crisis de la pandemia por el coronavirus del país, terminaron por llevar a la dirigencia a poner en venta la plaza tras finalizar la temporada 2019-2020, donde hasta la suspensión el equipo estaba en los últimos puestos, con siete victorias en veintiséis partidos. La venta de la plaza se hizo efectiva el 4 de septiembre y la AdC puso plazo hasta el 31 de agosto para que se concrete. A comienzos de septiembre se especuló con que Oberá Tenis Club compraría la plaza.

Hay que estar con los pies sobre la tierra y estar tranquilos. Creo que fue una decisión valiente, no es fácil tomar este tipo de decisiones cuando hay un club de por medio. Esto es un gran aprendizaje que me deja como dirigente deportivo, administrar la pasión, creo que es más difícil que lo económico.
Nosotros lo que queremos es agradecer a toda la gente que nos ha acompañado, sponsors, socios, simpatizantes. Además, los queremos convocar para que continúen porque el club sigue.
El club quedó sano ahora estamos apuntando a mejorar el estadio, hay obras de por medio que van por buen camino.
Enrique Agosti, dirigente del básquet profesional del club en 2020.

Según publicó Diario Clarín, abrir el club costaba 450 000 pesos mientras que afrontar la próxima temporada de la Liga Nacional, iba a demandar una inversión aproximada de 25 millones de pesos, y la mayoría de los ingresos provenían del gobierno provincial, luego de los derechos televisivos y otra parte de los patrocinadores, y algunos de estos últimos se vieron obligados a abandonar sus actividades como respuesta a la pandemia. El valor de la plaza rondaría los 20 millones de pesos que irían, en su mayoría, al club, según dicho periódico.

Hay que ser sinceros: no podemos exigir, especialmente a la provincia, cuando hay una situación extremadamente complicada tanto sanitaria como económicamente. Además, nos cumplieron siempre a rajatabla.
Hay que buscar una vuelta entre Estado, como controlador; privados, que encuentren un beneficio en invertir en los clubes, ya sea a través de reducción de impuestos o tasas para que les sea atractivo invertir; y clubes que inviertan donde deben.
Cuando te das cuenta de que podés llegar a poner en riesgo a la institución es cuando debés entender que estás en un límite que no podés cruzar.
Cristian Cañete, presidente del club en 2020.

## Uniforme
Los colores de Estudiantes son el blanco y el verde, los cuales se utilizan en los uniformes de todas las disciplinas. El distribuidor es Peak.
| Básquet                                                                  | Básquet                                                                  | Fútbol | Fútbol |
| Uniforme de baloncesto · Uniforme de baloncesto · Uniforme de baloncesto | Uniforme de baloncesto · Uniforme de baloncesto · Uniforme de baloncesto |        |        |

## Instalaciones
El club posee entre sus instalaciones una cancha de fútbol, y en la sede social el estadio principal de básquet; El Gigante Verde.

### Estadio
Estudiantes utiliza como estadio principal El Gigante Verde, nombre con el que comúnmente se conoce su pabellón. Está ubicado en la calle San Luis al 418 y tiene una capacidad para 1610 personas.

## Presidentes
| - 1944-45: Dr. Carlos Siburu - 1945-46: Fortunato Montrull - 1946-47: Sergio Gómez - 1947-49: Carlos Ocampo - 1949-50: Florentino Agostini - 1950-51: Horacio Ancarola - 1951-55: Victorino Barrancos - 1955-59: Pedro Dell' Olio - 1959-61: Victorino Barrancos - 1961-65: Miguel Ramón Passarella - 1965-67: Elías Yahía - 1967-69: Victorino Barrancos - 1969-70: Miguel Ramón Passarella - 1970-73: Oscar Velazco - 1973-75: Roberto Enrique Roble | - 1975-76: Bernardo Zorzi - 1976-79: Horacio Félix Giorgio - 1979-81: Rodolfo Vicente Dacunda - 1981-82: Horacio Félix Giorgio - 1982-83: Benigno Berón - 1983-84: César Calvo - 1984-86: Roberto Enrique Noble - 1986-89: Juan Carlos Cristina - 1989-91: Carmelo Eduardo Noguera - 1991-92: José Emilio Tito - 1992-95: Roque Álvarez - 1995-97: Emilio Freddy Bertozzi - 1997-2010: Raúl Jacinto René Moreira - 2010-13: José Luis Torres - 2013-15: Hugo Rafaél Galarza - 2015-Actualidad: Cristian Cañete |

Historial de presidentes según clubestudiantesconcordia.org.

## Datos del club
- Temporadas en primera división: 5 (1987 a 1989 y desde 2013-14)
  - Mejor puesto en la liga: 5.° (2016-17)
  - Mejor puesto en playoffs: semifinales de conferencia (2016-17)
  - Peor puesto en la liga: 16.°, último (de 16, en 1989)

- Temporadas en segunda división:
  - En el Torneo Nacional de Ascenso: 2 (2011-12 y 2012-13)
    - Mejor puesto en la liga: 1.° (2012-13)
    - Peor puesto en la liga: 9.° (2011-12)

  - En la Liga "B": 2 (1985 y 1986)
    - Mejor puesto en la liga: 1.° (1986)
    - Peor puesto en la liga: 11.° (1985)

- Participaciones en copas nacionales
  - En Torneo Súper 4: 1
    - Mejor puesto: eliminado en semifinales

  - En Torneo Súper 20: 1
    - Mejor puesto: 3.° del grupo, eliminado en la octavos de final.

- Participaciones en copas internacionales
  - En Liga Sudamericana de Clubes: 1
    - Mejor puesto: subcampeón (2017)

## Palmarés
Torneos internacionales
- Subcampeón Liga Sudamericana de Clubes 2017
- Final Four Liga de las Américas 2018

Torneos nacionales
- Campeón Primera Nacional "B" 1986
- Campeón TNA 2012-13

Torneos provinciales
- Campeón Liga Provincial C 2007

## Otros deportes
Además del básquet, en el club se practica el fútbol. En el 2013 el club logra el ascenso a la primera división de la liga local.
En 1967 el club logra su máximo hito en esta competencia, se proclama Campeón Oficial. En 1993 volvería a ser campeón, esta vez del Torneo Apertura, cuando vence a Libertad, el otro equipo en disputa y con ello logra una diferencia que le permite finalizar campeón.
Otros deportes que se practican son el karate, el patín artístico y el vóley.